# Салпаров, Теодор
Теодор Салпаров (болг. Теодор Салпаров; 17 августа 1982, Габрово) — болгарский волейболист, либеро.

## Биография
Родился в городе Габрово в Болгарии. Когда Теодору было два года, его родители переехали работать в СССР, в республику Коми. До шестого класса жил и учился в России, в связи с этим очень хорошо говорит по-русски.
Около четырёх лет Теодор занимался футболом, однако, когда не прошёл в школе очередной отборочный этап, его мама предложила ему попробовать себя в волейболе. Начинал волейбольный путь в софийском ЦСКА доигровщиком, но позже из-за достаточно невысокого для данного амплуа роста переквалифицировался в либеро.

## Клубная карьера
В 2004 году перешёл в московскую команду «Луч», где провел один сезон и перешёл в «Газпром-Югра» из Сургута. Затем последовал сезон в московском «Динамо», после чего Теодор вернулся в родной ЦСКА, за который выступал до 2009 года, а затем вернулся в «Динамо».
В 2010 году из-за действующего в чемпионате России лимита на легионеров вновь покинул «Динамо» и провёл два сезона в ЦСКА, после чего отправился играть в турецкий «Галатасарай». В сезоне 2013/14 выступал за французский «Лион».
С 2014 по 2017 года являлся игроком казанского «Зенита», но принимал участие только в матчах Лиги чемпионов. При этом «Зенит» выиграл все 3 турнира, в которых был заявлен Салпаров.
С 2017 по 2019 год Салпаров был игроком и одновременно спортивным директором «Нефтохимика» из болгарского Бургаса, но решил вернуться в «Газпром-Югру».

## Карьера в сборной
Долгие годы является игроком сборной Болгарии, её основным либеро.
В составе сборной выходил на площадку на всех международных крупных турнирах, в том числе на Олимпийских играх в Пекине в 2008 году и на лондонской Олимпиаде 2012 года.
Завоевал вместе со сборной бронзовые медали чемпионата мира-2006, а также Кубка мира-2007 и чемпионата Европы-2009.

## Достижения

### С клубами
- Бронзовый призёр Лиги чемпионов (2007)
- Серебряный призёр Лиги чемпионов (2010)
- Серебряный призёр чемпионата России (2007)
- Бронзовый призёр чемпионата России (2010)
- Обладатель Кубка России (2006, 2014)
- Чемпион Болгарии (2008, 2009)
- Обладатель Кубка Болгарии (2009)
- Победитель Лиги чемпионов (2015, 2016, 2017)
- Серебряный призёр клубного чемпионата мира (2015)

### В сборной Болгарии
- Бронзовый призёр чемпионата мира (2006)
- Бронзовый призёр Кубка мира (2007)
- Бронзовый призёр чемпионата Европы (2009)

### Индивидуальные
- Лучший либеро «Финала четырёх» Лиги чемпионов (2015)